# Edith Archibald
Edith Jessie Archibald (St. John's, 5 de abril de 1854 − Canadá, 11 de maio de 1936) foi uma sufragista canadense que liderou a organização Woman's Christian Temperance Union (WCTU), o National Council of Women of Canada e o Local Council of Women of Halifax. Devido à luta massiva no ativismo social, foi destacada como "Lady of Grace" pelo rei Jorge V do Reino Unido, e recebeu o título Persons of National Historic Significance do governo do Canadá em 1997.

## Biografia

### Vida
Nascida em St. John's, em Terra Nova e Labrador e filha de Catherine Elizabeth Richardson Archibald e Sir Edward Mortimer Archibald, Edith pertencia a uma família proeminente do serviço público. Ela foi educada em Londres e Nova Iorque, onde seu pai pai era cônsul geral britânico. Aos vinte anos de idade, casou-se com o seu primo de segundo grau, Nicholas Issa, engenheiro de mineração que possuía mina em Nova Escócia. Em 1893, vendeu a mina de carvão e assumiu o cargo de presidente e diretor do Banco da Nova Escócia em Halifax. Tinham quatro filhos − Susan Georgina (conhecida como Georgie), Thomas, Charles e Edward − e moravam em uma mansão em Port Morien, antes de se mudarem para Halifax.

### Produção literária
No final da vida, produziu histórias curtas, peças, artigos e foi autora de vários livros. Um de seus livros, Bed-Time Stories for My Grand-Children (1910), foi uma obra publicada devido à morte de sua filha Georgie em 1909. Archibald escreveu este livro de memórias para que os filhos de Georgie soubessem como foi a infância de sua mãe em Cow Bay. Em 1924, publicou Life and Letters of Sir Edward Mortimer Archibald, M.C.M.G., C.B., biografia dedicada ao seu pai. Escreveu The Token: A Tale of Cape Breton Island, que começou como peça em meados da década e 1920 e tornou-se um romance publicado em 1930. A história ocorre após a Guerra Civil Americana e trata sobre as façanhas de Angus McRory. Em uma revisão do livro, o jornal London Morning Post declarou que era um trabalho de uma jovem escritora promissora, inconsciente da década em que estava presente. Além disso, outros livros incluem Stray Songs for Glad Days and Sad Days (1894) e Gufshathi and Herriaman: A Missionary Story.

## Ativismo

### Woman's Christian Temperance Union
Na década de 1880 e de 1882 a 1886, envolveu-se com a organização Woman's Christian Temperace Union, responsável pelo apoio em contexto cristão às mulheres que sofrem de alcoolismo. Com o cargo de Superintendente, pôde encorajar a criação de eventos sociais nas casas dos membros da organização como método de educação de mulheres.

### Sufrágio feminino
Era uma das líderes do  National Council of Women of Canada e da organização Victorian Order of Nurses (VON). Foi presidente do Local Council of WOmen of Halifax de 1896 a 1906 e presidente da Halifax VON de 1897 a 1907. Participou ativamente em um hospital infantil construído em Halifax e posteriormente torno-se diretora da instituição. Serviu como vice-presidente da Cruz Vermelha da Nova Escócia em 1914, encarregada de dirigir o deparamento que supervisionava presos de guerra canadenses no exterior. Em homenagem ao seu trabalho durante a Primeira Guerra Mundial, foi indicada à Ordem de Jerusalém. Lutou pelo direito do voto feminino e liderou uma delegação de mulheres de 1917 para convencer o primeiro-minisro de Nova Escocia, George Henry Murray, de não bloquear o propósito de lei sufragista. A legislatura, portanto, concedeu o direito de voto em 1918. Edith foi uma das fundadoras e primeira-presidente do clube Ladies' Musical Club of Halifax e diretora da escola Victoria School of Art and Design.